# Herpetotheriidae
De Herpetotheriidae zijn een familie van uitgestorven buideldieren uit het Laat-Krijt tot Mioceen. Het is de zustergroep van alle hedendaagse buideldieren.
Thylacodon en Swaindelphys leefden tijdens het Vroeg-Paleoceen. Thylacodon was al vroeg na de massa-extinctie op de Krijt-Paleogeengrens erg algemeen in Noord-Amerika.
De Nederlandse Maastrichtidelphys uit het Maastrichtien werd voorheen beschouwd als de oudst bekende vertegenwoordiger van de Herpetotheriidae, maar volgens later onderzoek is Ectocentrocristus uit het Campanien van de Verenigde Staten de oudst bekende vertegenwoordiger van de familie.
Tijdens het eerste deel van het Kenozoïcum was de Herpetotheriidae en met name Peratherium wijdverspreid over de noordelijke continenten en het was een van de soortenrijkste groepen uit de Metatheria in Noord-Amerika. Er zijn vrijwel volledige schedels en skeletten gevonden van soorten uit de Herpetotheriidae. Naamgever van de familie Herpetotherium leek uiterlijk sterk op een opossum en het was van het Eoceen tot Midden-Mioceen wijdverspreid over Noord-Amerika. In de loop van het Mioceen stierf deze buideldierfamilie uit met Amphiperatherium als laatste Europese vorm. 
Nadat de buideldieren aan het einde van het Krijt van Noord-Amerika naar Zuid-Amerika waren gemigreerd en vervolgens in het Paleogeen via Antarctica naar Australië, ontwikkelden de hedendaagse buideldieren zich op de zuidelijke continenten.